# Pere Dausà i Arxer
Pere Dausà i Arxer (Arenys de Mar, Maresme, 1887 – Peralada, Alt Empordà, 1935) fou un capellà català format al Seminari Diocesà de Girona i fortament influït per l’obra de Sants Boada a Sant Feliu de Guíxols. Poc després de ser ordenat sacerdot ingressà a la Casa Missió de Banyoles (1910) i ben aviat trobà l’oportunitat d’implicar-se en una obra social, concretament en el Sindicat Agrícola Catòlic de Banyoles.
Quan entrà al Sindicat Agrícola Catòlic, aquest estava en hores baixes, per aquesta raó Dausà dedica els primers mesos dins de l'entitat per aconseguir suports i renovar la junta directiva. Tenia com a objectiu trencar amb les típiques dinàmiques que es donaren també en altres sindicats catòlics, on les juntes directives estaven «formades exclusivament per grans propietaris; una opció (...) que acostumava a situar el Sindicat en la inacció contínua i a limitar les seves possibilitats de progrés. (...) Pere Dausà considerava que en “les obres destinades a les classes populars, s’ha de donar, si es vol que tinguin èxit (...) als treballadors». Amb mesures inicials com aquestes quedà palès que Dausà no s’acontentaria només en ser el consell espiritual del Sindicat i, al cap de poc, el seu paper dins de l'entitac fou gairebé omnipresent: «no només el trobem dirigint i redactant bona part dels articles de collita pròpia que apareixen al Butlletí Sindical, sinó també assumint funcions de representació en qualsevol mena d’acte públic, dirigint reunions generals o negociant (...) Tasques, totes, que no es trobaven recollides en els estatuts de l'entitat (...) i que corresponien, en la seva major part, al president». A les veus que sorgiren criticant el paper que desenvolupava el capellà dins del Sindicat, Dausà es defensava vinculant la seva presència a l’èxit o fracàs de qualsevol iniciativa. «En la seva particular concepció, considerava imprescindible que les obres socials tinguessin una ànima, “un home, que enamorat de l’obra i fermament convençut de la seva utilitat o necessitat, la impulsés, la dirigís i li donés vida (...) deslligat tot lo possible de particulars interessos (...) sempre disposat al sacrifici, ple de bona voluntat i ple d’entusiasme (...) no pot ser un altre, per regla general, que el capellà”». L’objectiu, en primera instància, de Dausà era «”acoblar” tots els seus socis,” unint-los i agermanant-los cristianament», per aquesta raó articulà una sèrie d’activitats paral·leles a l’activitat principal del Sindicar: escoles nocturnes, actes religiosos col·lectius i representacions teatrals o de cinema.
Paral·lelament, entrà en contacte amb altres catòlics socials i va intervenir en diversos intents per federar els sindicats agrícoles de Catalunya i la diòcesi de Girona.
Finalment, decebut pels obstacles amb què topà la seva tasca i amb un estat de salut cada vegada més precari, el 1925 abandonà Banyoles i tota implicació amb el sindicalisme agrari catòlic. Després d’alguns mesos d’implicació en l’obra dels exercicis parroquials, el 1928 fou destinat a la parròquia de Vilatenim i el 1929, a Peralada, on morí el 1935.